# Венґожинко
Венґожинко (пол. Węgorzynko, нім. Vangerin) — село в Польщі, у гміні Мястко Битівського повіту Поморського воєводства.
Населення — 295 осіб (2011).
У 1975-1998 роках село належало до Слупського воєводства.

## Демографія
Демографічна структура станом на 31 березня 2011 року:
|          | Загалом | Допрацездатний вік | Працездатний вік | Постпрацездатний вік |
| -------- | ------- | ------------------ | ---------------- | -------------------- |
| Чоловіки | 146     | 37                 | 96               | 13                   |
| Жінки    | 149     | 45                 | 79               | 25                   |
| Разом    | 295     | 82                 | 175              | 38                   |